# Manuel Cruz Rodríguez
Manuel Cruz Rodríguez, né le 1er janvier 1951, est un homme politique espagnol membre du Parti des socialistes de Catalogne (PSC).
Il est élu député de la circonscription de Barcelone lors des élections générales de décembre 2015.

## Biographie

### Profession
Manuel Cruz Rodríguez est docteur en philosophie. Il est professeur à l'Université de Barcelone.

### Activités politiques
Il est ex-président de l'association des fédéralistes de gauches.
Le 26 juin 2016, il est élu député pour Barcelone au Congrès des députés.